# Panicum gardneri
Panicum gardneri är en gräsart som beskrevs av George Henry Kendrick Thwaites. Panicum gardneri ingår i släktet vipphirser, och familjen gräs. Inga underarter finns listade i Catalogue of Life.